# Трейси Скогинс
Трейси Скогинс (на английски: Tracy Scoggins) е американска телевизионна актриса. Родена на 13 ноември 1953 г. в Дикинсън, Тексас. Тя участва в телевизионни сериали като „Династия“, Далас, „Шотландски боец“, „Кръстоносен поход“, „Клъцни/Срежи“ и „Стар Трек: Космическа станция 9“ и „Вавилон 5“.